# Trăng tròn

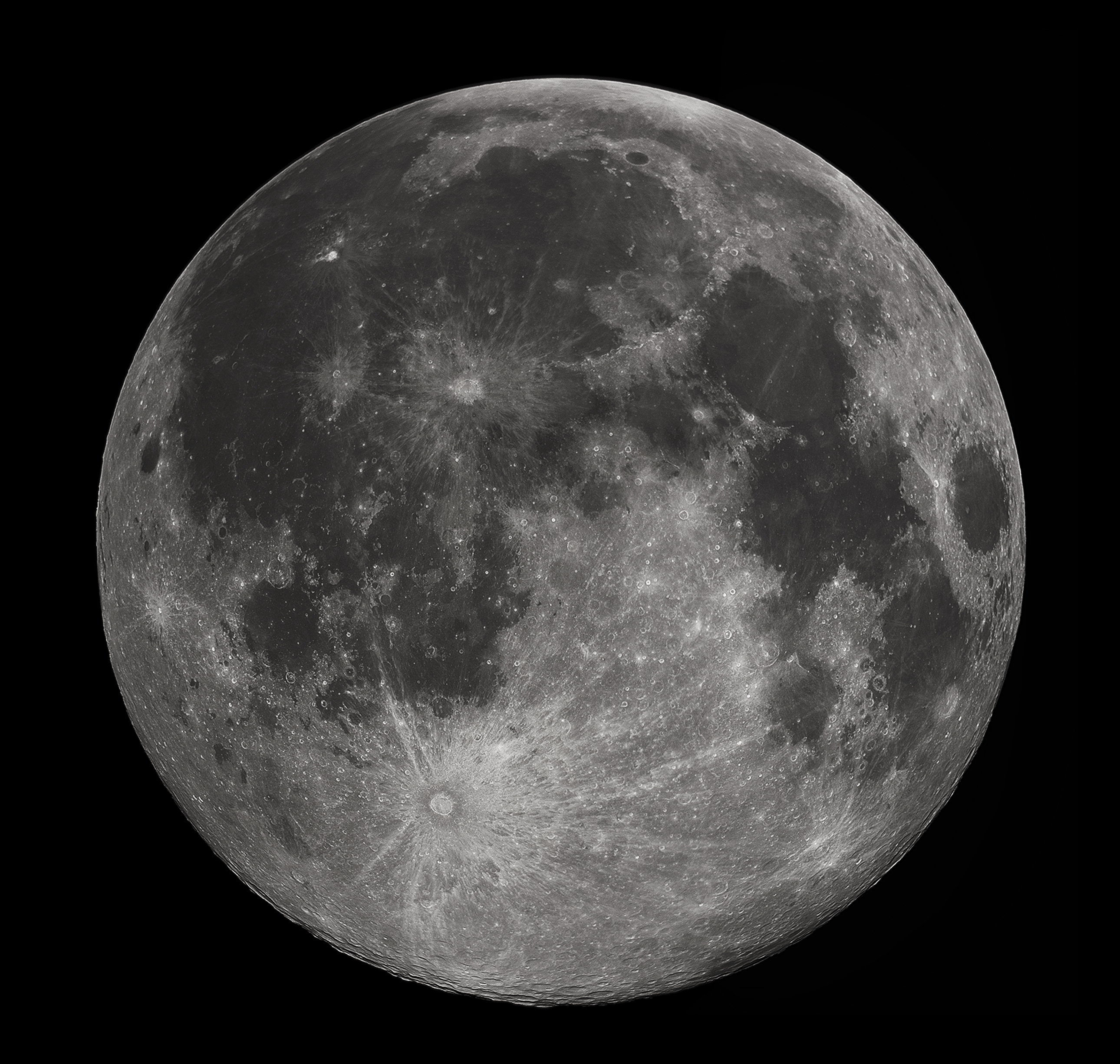
Ảnh chụp trăng tròn qua kính thiên văn kiểu Schmidt-Cassegrain 23,5 cm. Nhiều hố va chạm lớn nhìn thấy được ở phía nam bán cầu.

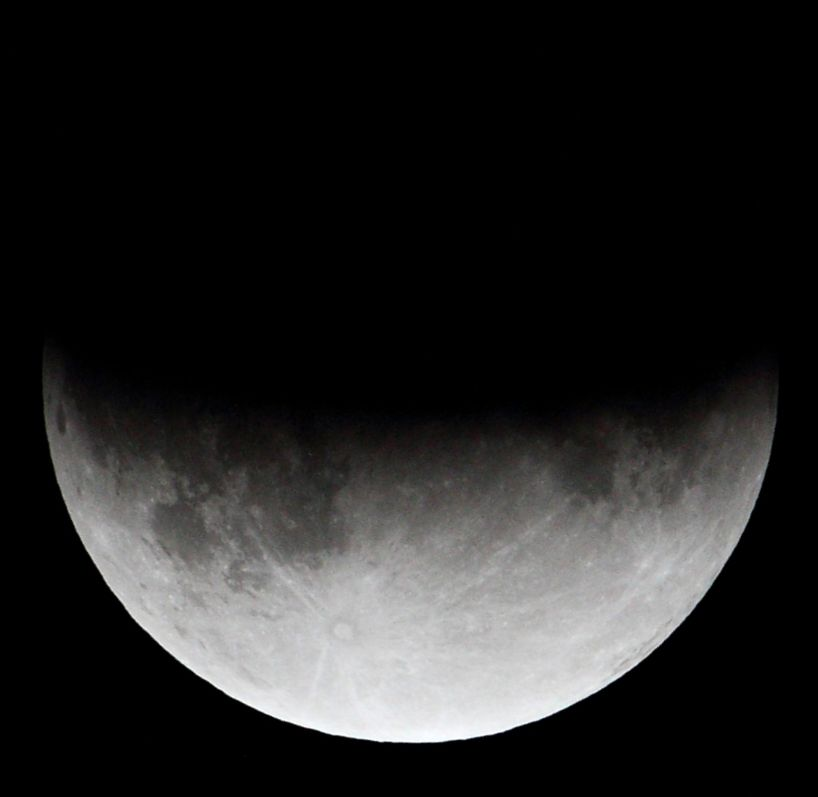
Ảnh chụp trăng tròn trong lần nguyệt thực một phần vào ngày 26 tháng 6 năm 2010.

Trăng tròn  là một trong các pha Mặt Trăng xảy ra khi Mặt Trăng được chiếu sáng toàn bộ khi nhìn từ  Trái Đất. Pha này xảy ra khi Mặt Trăng ở vị trí xung đối với Mặt Trời (khi hai thiên thể nằm ở hai phía ngược nhau so với Trái Đất; một cách chính xác hơn, khi kinh độ hoàng đạo của Mặt Trời và Mặt Trăng chênh nhau giá trị 180 độ). Điều này có nghĩa là phần bán cầu của Mặt Trăng hướng về phía Trái Đất (bán cầu gần) được Mặt Trời chiếu sáng toàn bộ và hiện lên như đĩa tròn (trong khi phần bán cầu kia không được chiếu sáng).
Nguyệt thực chỉ xảy ra trong thời điểm trăng tròn, lúc này quỹ đạo của Mặt Trăng cho phép nó đi qua vùng bóng tối của Trái Đất. Nguyệt thực không xảy ra hàng tháng bởi vì Mặt Trăng thường đi qua phía dưới hoặc phía trên vùng bóng tối của Trái Đất (do mặt phẳng quỹ đạo Mặt Trăng nghiêng so với mặt phẳng hoàng đạo). Nguyệt thực chỉ xảy ra khi trăng tròn xuất hiện ở thời điểm Mặt Trăng ở gần hai điểm nút quỹ đạo, hoặc là điểm nút lên hoặc là điểm nút xuống. Điều này làm cho hai hiện tượng thiên thực chỉ xuất hiện tối thiểu cách nhau 6 tháng, và nguyệt thực thường xuất hiện trước hoặc sau 2 tuần của nhật thực lúc trăng mới ở điểm nút quỹ đạo.
Khoảng thời gian giữa hai pha Mặt Trăng giống nhau—tháng giao hội—trung bình khoảng 29,53 ngày. Do vậy, trong âm lịch mà tháng âm bắt đầu từ lúc trăng mới, điểm trăng tròn rơi vào ngày 15 hoặc 16 âm lịch, trong đó xác suất điểm trăng tròn rơi vào ngày 16 âm lịch cao hơn.

## Lịch âm và lịch âm dương
Phần lớn các lịch cổ trên thế giới đều kết hợp năm dương lịch với chu kỳ mặt trăng bằng cách thêm các tháng nhuận. Lịch Julian đã từ bỏ phương pháp này để chuyển sang cách tính hoàn toàn dựa trên dương lịch, trong khi lịch Hồi giáo thế kỷ 7 chọn cách tính hoàn toàn dựa vào âm lịch.

Trăng tròn vào tháng 12 năm 2015 trùng với ngày Giáng sinh. Hiện tượng này gần nhất xuất hiện vào năm 1977 theo giờ Mỹ. Có thể thấy sự dao động ngang nhẹ khi so sánh hình ảnh. Theo chu kỳ Metonic 19 năm, trăng tròn sẽ lặp lại vào Giáng sinh các năm 2034, 2053, 2072 và 2091.

Lịch âm dương vẫn còn sử dụng là lịch Do Thái. Điều này thể hiện qua ngày lễ Vượt Qua và lễ Phục Sinh trong Do Thái giáo và Kitô giáo. Lễ Vượt Qua diễn ra vào ngày trăng tròn 15 Nisan trong lịch Do Thái. Ngày Rosh Hashana và Sukkot cùng các lễ hội Do Thái khác đều dựa trên các kỳ trăng non.

### Tháng nhuận
Trong các lịch âm dương, tháng nhuận xuất hiện bảy lần trong chu kỳ 19 năm Metonic, trung bình cứ khoảng 2,7 năm sẽ có một lần. Trong lịch Do Thái, tháng nhuận được thêm vào là tháng Adar và xuất hiện vào đầu mùa xuân.